# 世界が燃えつきる日
『世界が燃えつきる日』（せかいがもえつきるひ、Damnation Alley）は、1977年のアメリカ映画。
ロジャー・ゼラズニイの小説『地獄のハイウェイ』の映画化作品であり、核戦争後の荒廃した世界を舞台に生き残りにかける人々の生き方を描くSF作品。荒野を探検する特殊車両「ランドマスター」が話題になった。

## ストーリー
核戦争によって荒廃した世界で、アリゾナの空軍基地はオールバニからの信号を受信し、生存者であるデントンは仲間探しを決意した。デントンはタナーと、キーガンはペリーと、それぞれ特殊車両ランドマスターに乗って旅に出た。その道中、キーガンは嵐でランドマスターが大破したうえにペリーを失い、タナーと合流した。そしてラジオでニューヨークからの救難信号を受信したタナーたちは、まずユタ州へ補給に向かう。だが、その道のりは平たんなものではなかった。

## キャスト
| 役名         | 俳優                           | 日本語吹替                         |
| 役名         | 俳優                           | TBS版                              |
| ------------ | ------------------------------ | ---------------------------------- |
| タナー       | ジャン＝マイケル・ヴィンセント | 柴田侊彦                           |
| デントン少佐 | ジョージ・ペパード             | 小林昭二                           |
| ジャニス     | ドミニク・サンダ               | 沢田敏子                           |
| キーガン     | ポール・ウィンフィールド       | 飯塚昭三                           |
| ビリー       | ジャッキー・アール・ヘイリー   | 水島裕                             |
| ペリー       | キップ・ニーヴン               | 糸博                               |
| ハスキンズ   | マーク・L・タイラー            | 仲木隆司                           |
| ナレーション | N/A                            | 大木民夫                           |
| 不明 その他  |                                | 遠藤浩 牛山茂 尾崎桂子             |
|              |                                |                                    |
| 演出         | 演出                           | 田島荘三                           |
| 翻訳         | 翻訳                           | 進藤光太                           |
| 効果         | 効果                           | スリーサウンド                     |
| 調整         |                                |                                    |
| 制作         | 制作                           | コスモプロモーション               |
| 解説         | 解説                           | 荻昌弘                             |
| 初回放送     | 初回放送                       | 1978年10月9日 『月曜ロードショー』 |

字幕翻訳：岡枝慎二

## スタッフ
- 監督：ジャック・スマイト
- 製作総指揮：ハル・ランダース、ボビー・ロバーツ
- 製作：ポール・マスランスキー、ジェローム・M・ザイトマン
- 原作：ロジャー・ゼラズニイ
- 脚色：アラン・シャープ、ルーカス・ヘラー
- 音楽：ジェリー・ゴールドスミス
- 撮影：ハリー・ストラドリング・ジュニア
- 編集：フランク・J・ユリオステ
- 美術：E・プレストン・エイムズ
- 提供：20世紀フォックス

## プロモーション
- 日本では、劇場公開当時にラジオ番組とのタイアップでトラックに板を貼り合わせて作ったランドマスターのレプリカが、徳島駅前に展示された[1]。
- 『月刊プレイコミック』（秋田書店）1977年10月号に石川森彦著のコミカライズ版が掲載された。